# Гефферт, Павел
Павел Гефферт (чеш. Pavel Geffert, родился 7 мая 1968, Прага) — бывший чешский хоккеист, нападающий. Чемпион Чехословакии 1990 и 1993 годов в составе пражской «Спарты». Участник Олимпийских игр 1994 года в составе сборной Чехии. Сейчас — ассистент главного тренер юниорской команды «Спарта» Прага.

## Биография
Павел Гефферт начал свою карьеру в клубе «Славия». С 1986 по 1988 годы выступал за него в чехословацкой второй лиге. С 1988 по 1996 год играл за пражскую «Спарту», дважды (в 1990 и 1993 годах) становился чемпионом Чехословакии. В 1996 году перешёл в команду «Пльзень». Перед началом сезона 1999/2000 вернулся в пражскую «Славию», клуб в котором он начал свою хоккейную карьеру. После одного сезона в «Славии» Гефферт перебрался в «Кладно», играл там до 2002 года, последний свой сезон в качестве хоккеиста провёл в первой чешской лиге за «Младу Болеслав».
После окончания игровой карьеры стал тренером. Сейчас работает ассистентом главного тренера юниоров «Спарты».

## Достижения
Чемпион Чехословакии 1990 и 1993
 Бронзовый призёр чемпионата Европы среди юниоров 1985 и 1986

## Статистика
- Чемпионат Чехословакии (Чехии) — 619 игр, 398 очков (178 шайб + 220 передач)
- Сборная Чехии — 40 игр, 8 шайб[2]
- Чешская первая лига — 12 игр, 3 очка (2 шайбы + 1 передача)
- Всего за карьеру — 671 игра, 188 шайб